# Champagné-Saint-Hilaire
Champagné-Saint-Hilaire ist eine französische Gemeinde mit 994 Einwohnern (Stand: 1. Januar 2022) im Département Vienne in der Region Nouvelle-Aquitaine. Sie gehört zum Arrondissement Montmorillon und zum Kanton Civray (bis 2015: Kanton Gençay). Die Einwohner werden Champagnois genannt.

## Geographie
Champagné-Saint-Hilaire liegt etwa 28 Kilometer südlich von Poitiers. Durch die Gemeinde fließt der Clain. Umgeben wird Champagné-Saint-Hilaire von den Nachbargemeinden Marnay im Norden, Magné im Nordosten, La Ferrière-Airoux im Osten, Sommières-du-Clain im Südosten, Romagne im Süden, Vaux im Südwesten, Ceaux-en-Couhé im Westen sowie Anché im Nordwesten.
Im Gemeindegebiet liegt der Seuil du Poitou, der Schnittpunkt des Aremorikanischen Massivs mit dem Zentralmassiv bzw. des Pariser mit dem Aquitanischen Becken. 

## Bevölkerungsentwicklung
| Jahr                      | 1962 | 1968 | 1975 | 1982 | 1990 | 1999 | 2006 | 2013 |
| Einwohner                 | 1275 | 1161 | 980  | 879  | 855  | 821  | 917  | 983  |
| Quelle: Cassini und INSEE |      |      |      |      |      |      |      |      |

## Sehenswürdigkeiten
Siehe auch: Liste der Monuments historiques in Champagné-Saint-Hilaire
- Kirche Saint-Gervais-Saint-Protais (Monument historique)
- Kloster von Moreaux, die Klosterkirche ist seit 1930 Monument historique

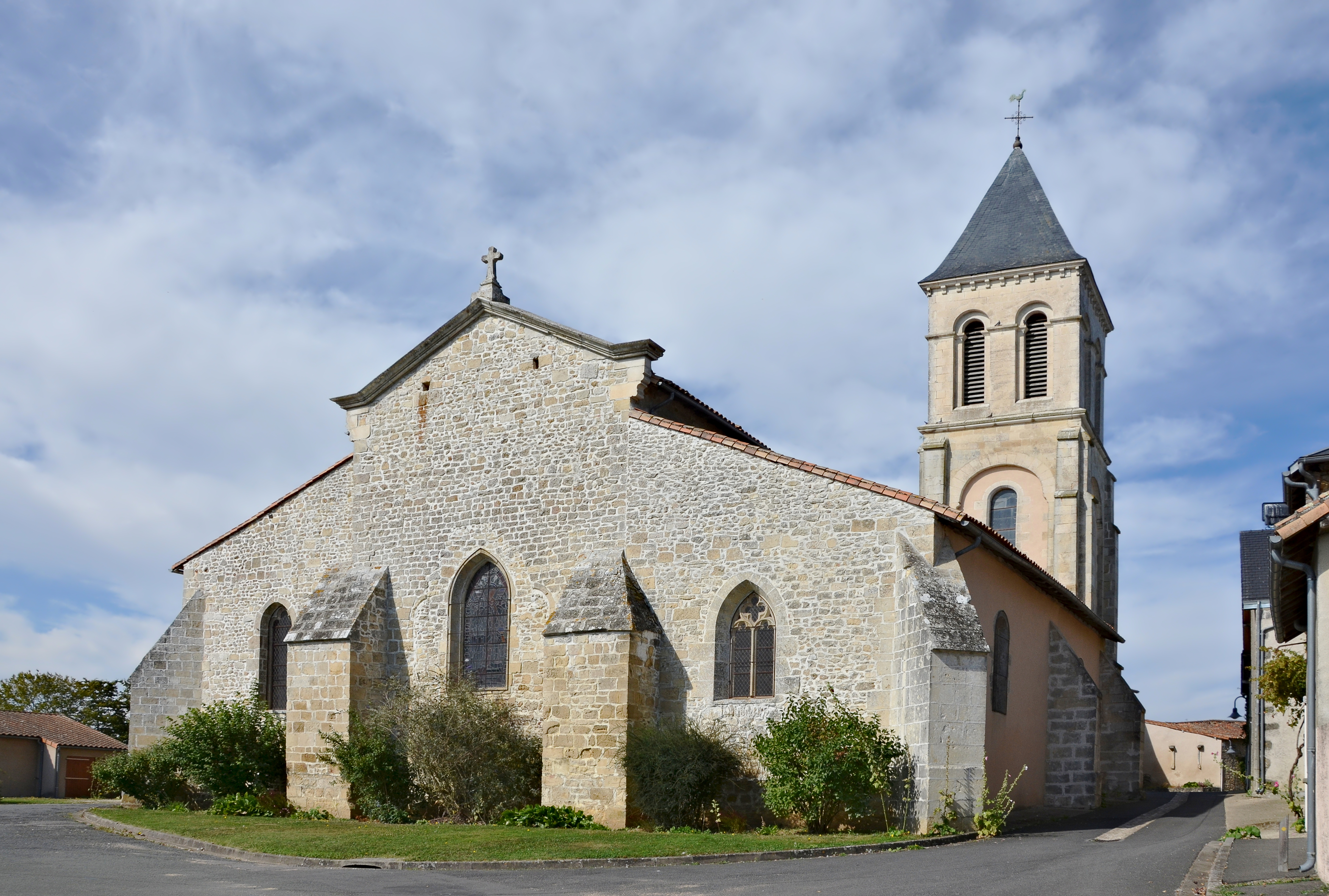
Kirche St-Gervais-St-Protais

## Gemeindepartnerschaften
Mit der deutschen Gemeinde Breckerfeld in Nordrhein-Westfalen besteht eine Partnerschaft.